# Vítězný oblouk (Innsbruck)
Vítězný oblouk (německy Triumphpforte) je rakouská kulturní památka, nacházející se v Innsbrucku, a to na jižním konci dnešní Maria-Theresien-Straße, v době svého vzniku na jižním výjezdu z města.

## Historie
Tento triumfální oblouk byl postaven v roce 1765 u příležitosti svatby arcivévody Leopolda II., druhého syna císařovny Marie Terezie a Františka I. Štěpána Lotrinského, se španělskou princeznou Marií Ludovicou, která se konala 5. srpna 1765. Vzhledem k tomu, že Leopoldův otec nečekaně krátce po svatbě zemřel, byly v triumfálním oblouku také zapracovány pohřební motivy. Na jižní straně jsou motivy svatby mladého páru, na severní straně ty, které odkazují na smrt císaře.
V Innsbrucku bylo rozhodnuto, že brána nebude ze dřeva, ale z kamene. Jako materiál byly použity kvádry z původní brány. Stavbu provedli Constantin Walter a Johann Baptist Hagenauer. V roce 1774 byly štukové reliéfy nahrazeny mramorovými od Balthasara Ferdinanda Molla. Reliéfní dekorace zobrazují symboly habsburské monarchie i osobní a událostní odkazy.

## Galerie

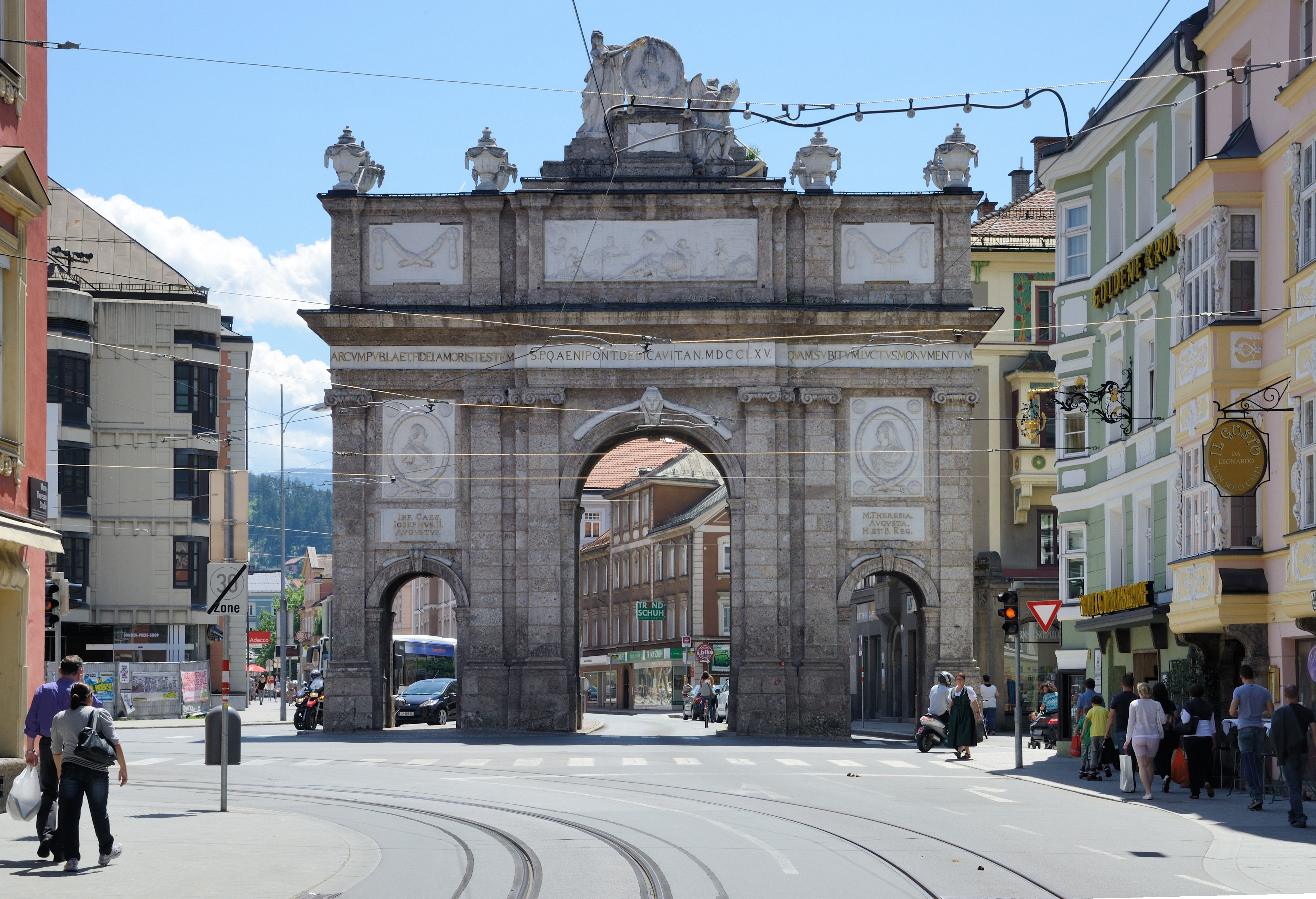
Vítězný oblouk v rakouském Innsbrucku
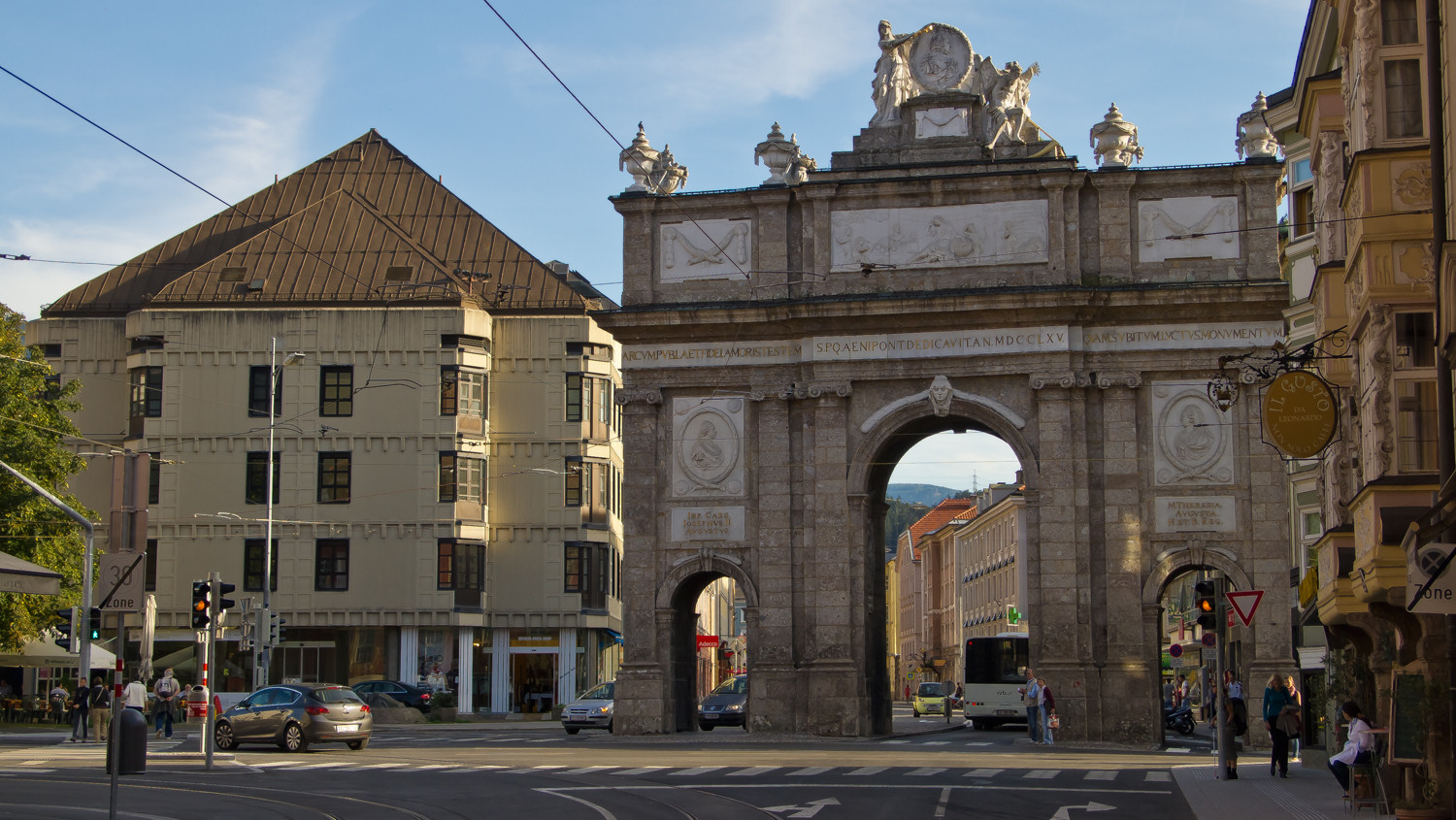
Vítězný oblouk v rakouském Innsbrucku
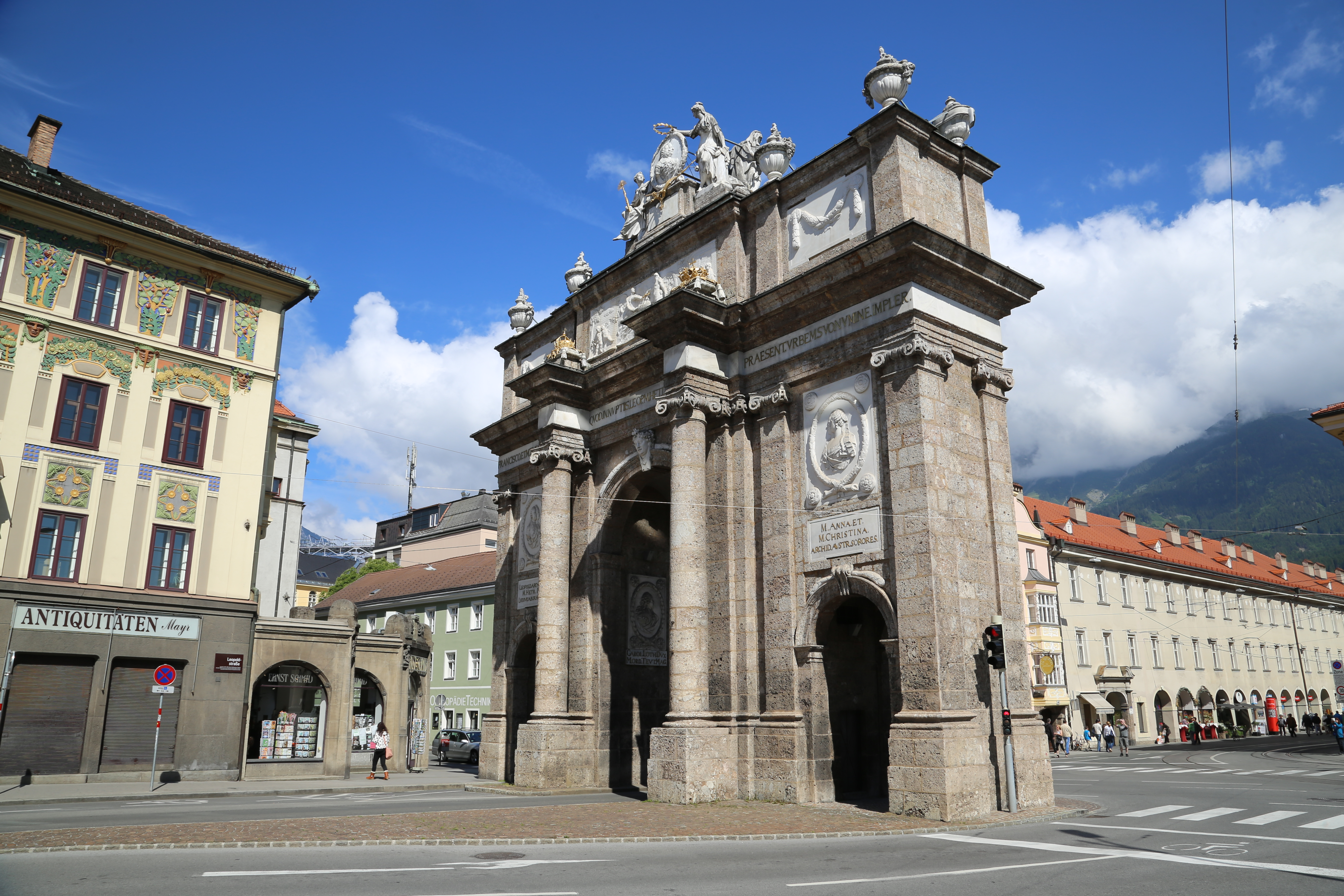
Vítězný oblouk v rakouském Innsbrucku
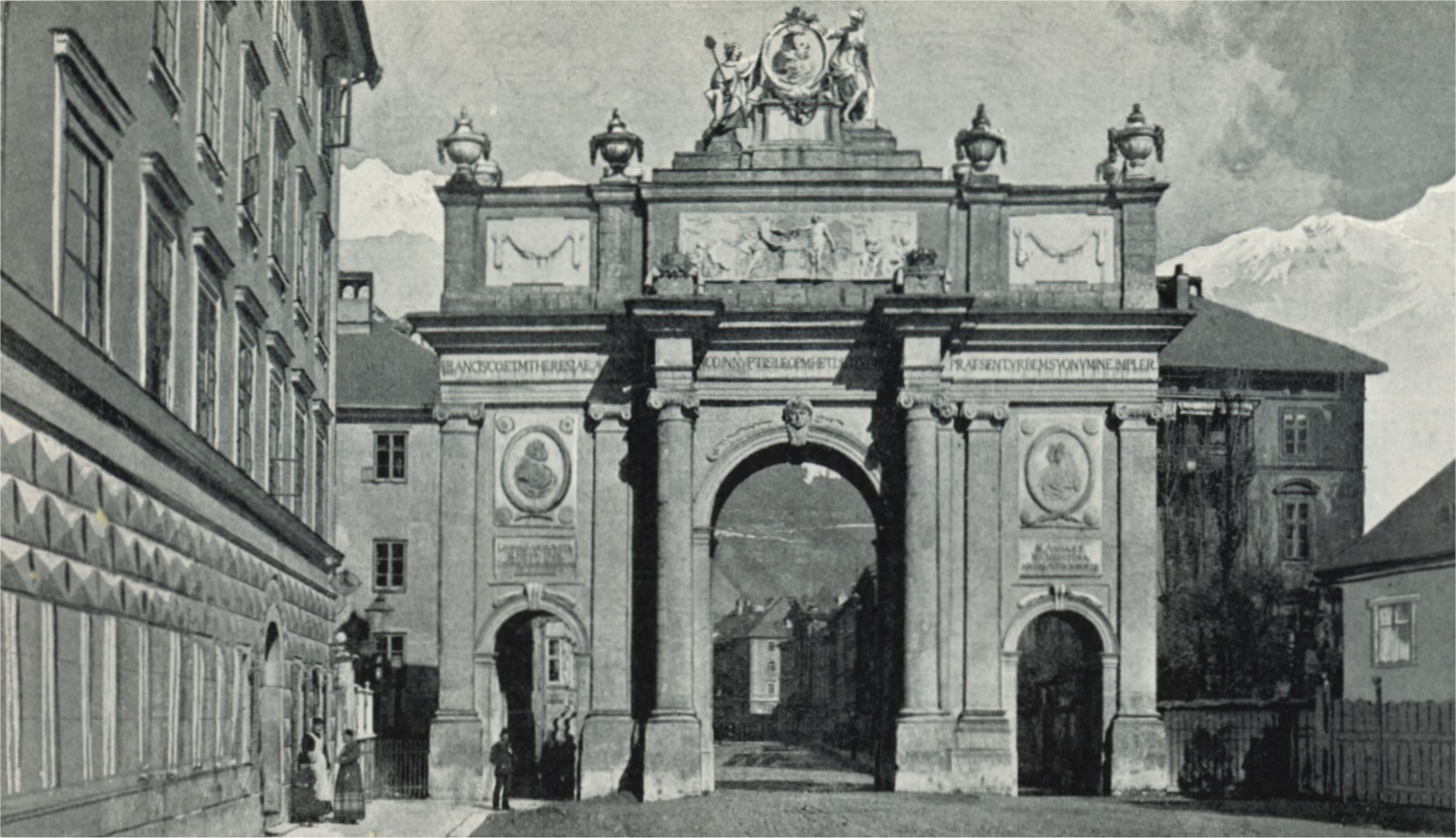
Historické vyobrazení památky z roku kolem 1898
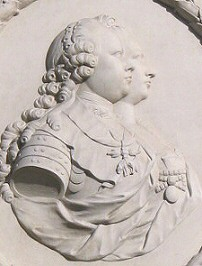
Vyobrazení obou manželů na Vítězném oblouku v Innsbrucku